# إيفاه
كانت إيفاه ( أو آفا ) مدينة اشورية ، وتقع على نهر الفرات بين مدينتي سفارفايم وحنة . المعنى: قلب
يُعتقد أيضًا أن إيفاه كانت أهافا في عزرا 8:15.
إنه أيضًا اسم حي في بابل .